# Noord-Molukken
Noord-Molukken (Indonesisch: Maluku Utara) is een van de provincies van Indonesië. De provincie beslaat het noordelijke gedeelte van de Molukken, die in de provincie Molukken en Noord-Molukken zijn opgedeeld. Tot oktober 1999 waren de Molukse eilanden één provincie. De hoofdstad is Sofifi op het dunbevolkte eiland Halmahera. Het dichtstbevolkte gebied is het eiland Ternate.
In de 16e en de 17e eeuw waren de Noord-Molukken de oorspronkelijke "Specerijeilanden", omdat toentertijd enkel hier de kruidnagels gehaald konden worden.
De Nederlanders, Portugezen, Spanjaarden en de lokale koninkrijken Ternate en Tidore streden ieder over de controle van de lucratieve handel in specerijen. Sindsdien heeft men onder andere nootmuskaat bomen getransporteerd en herplant overal over de wereld, waardoor de vraag hiervan van de oorspronkelijke specerijen eilanden afnam, waardoor het belang van de Noord-Molukken afnam.
In 2015 hadden de Noord-Molukken is 1.388.748 inwoners, waarmee het de dunst bevolkte provincie van Indonesië is.
Op 14 juli 2019 heeft een zware aardbeving met een kracht van 7,3 op de schaal van Richter Noord-Molukken getroffen. De aardbeving deed zich voor op een diepte van 10 kilometer, op zo'n 160 kilometer afstand van de provinciehoofdstad Ternate.

## Bestuurlijke indeling
De Noord-Molukken bestaan de volgende regentschappen (Kabupaten)
- Pulau Morotai
- Halmahera Barat
- Halmahera Selatan
- Halmahera Tengah
- Halmahera Timur
- Halmahera Utara
- Kepulauan Sula

En de volgende stadsgemeentes (Kota otonom)
- Ternate
- Tidore